# به‌لیموی سفید
به‌لیموی سفید (نام علمی: Lippia alba) نام یک گونه از تیره شاه‌پسندیان است.